# 2,6-Diphenylphenol
2,6-Diphenylphenol ist eine chemische Verbindung aus der Gruppe der Phenole.

## Gewinnung und Darstellung
2,6-Diphenylphenol kann aus Cyclohexanon gewonnen werden.

## Eigenschaften
2,6-Diphenylphenol ist ein weißer Feststoff. Er besitzt eine orthorhombische Kristallstruktur mit der Raumgruppe P212121 (Raumgruppen-Nr. 19).

## Verwendung
2,6-Diphenylphenol wird als Ligand bei der Synthese unchelatierten Mangansauerstoffclustern und bei der Herstellung von Derivaten von Pyrazin-2,3-dicarbonitril, welche wiederum als Vorläufer für die Synthese von Octaazaphthalocyanin-Derivate erforderlich ist, verwendet. Er kann auch zu Poly(2,6-diphenyl-p-phenylenoxid) polymerisiert werden.
Es ist eine Ausgangsverbindung zur Herstellung des Reichardt-Farbstoffs.